# Midori no Kaigi
El Midori no Kaigi (みどりの会議 Asamblea Verde?) fue un partido político japonés de derecha que tenía diversas plataformas. Apoyaba el conservadurismo verde pero era también reformista. El 22 de junio de 2004, luego de su pobre desempeño en las elecciones de la Cámara de Consejeros en 2004 (el partido no obtuvo escaños), se disolvió sin unirse a otro partido, marcando el fin del movimiento Sakigake en la política japonesa.

## Historia
Surgió del Partido Sakigake, quien se renombró como Midori no Kaigi en 2002 luego de adoptar una política de ecologismo. El Partido Sakigake surgió del movimiento Nuevo Partido Sakigake en la década de 1990. Tuvo el apoyo de los ecologistas, así como de personas que abandonaron el gobernante Partido Liberal Democrático.
En su política interna el parte fue ecologista, conservador y reformista de derecha. Tendía a apoyar, al igual que el Jiyū Rengō, al gobernante bloque conservador, compuesto por el Partido Liberal Democrático y el Nuevo Kōmeitō.
El partido, sin embargo, no tenía escaños en la Dieta, y no pudo obtener alguno luego de la elección de la Cámara de Consejeros en julio de 2004. El 22 de julio de 2004 decidió disolverse sin unirse a otro partido.